# Municipio de New Jasper
El municipio de New Jasper (en inglés: New Jasper Township) es un municipio ubicado en el condado de Greene en el estado estadounidense de Ohio. En el año 2010 tenía una población de 2568 habitantes y una densidad poblacional de 45,86 personas por km².

## Geografía
El municipio de New Jasper se encuentra ubicado en las coordenadas 39°39′30″N 83°49′24″O / 39.65833, -83.82333. Según la Oficina del Censo de los Estados Unidos, el municipio tiene una superficie total de 56 km², de la cual 55,47 km² corresponden a tierra firme y (0,94 %) 0,53 km² es agua.

## Demografía
Según el censo de 2010, había 2568 personas residiendo en el municipio de New Jasper. La densidad de población era de 45,86 hab./km². De los 2568 habitantes, el municipio de New Jasper estaba compuesto por el 97,7 % blancos, el 0,9 % eran afroamericanos, el 0,23 % eran amerindios, el 0,08 % eran asiáticos, el 0,16 % eran de otras razas y el 0,93 % eran de una mezcla de razas. Del total de la población el 0,78 % eran hispanos o latinos de cualquier raza.